# Bruno M. Kübler
Bruno M. Kübler (* 6. April 1945 in Düsseldorf; † 13. November 2023 in Dresden) war ein deutscher Rechtsanwalt, Insolvenzverwalter und Restrukturierungsexperte sowie Mitgründer und geschäftsführender Gesellschafter des auf wirtschaftsrechtliche Fachliteratur spezialisierten RWS-Verlags.

## Werdegang
Nach dem Abitur mit 17 Jahren studierte Kübler von 1963 bis 1967 Rechtswissenschaften und Betriebswirtschaftslehre an den Universitäten Köln, Freiburg/Schweiz und München. Nach der Promotion zum Dr. jur. an der Universität zu Köln 1969 wurde er 1970 als Rechtsanwalt zugelassen und 1971 Fachanwalt für Steuerrecht. Ab 2000 war Kübler Fachanwalt für Insolvenzrecht.
Nach seiner Zulassung als Rechtsanwalt war Kübler zunächst in einer auf Steuerrecht spezialisierten Kanzlei und ab 1972 in einer wettbewerbs- und kartellrechtlich orientierten Kanzlei tätig. 1974 gründete er in Köln sein eigenes Anwaltsbüro, mit dem er sich auf Insolvenzrecht spezialisierte.
Ab 1978 wurde er in mehr als 2000 Verfahren als Insolvenzverwalter bestellt. Zu seinen bekanntesten Insolvenzverfahren zählen der Finanzvermittlerkonzern Future Business/INFINUS, der Postzusteller PIN, der Automobilzulieferer Sachsenring, der Motorradhersteller MuZ (MZ), der Werkzeugmaschinenbauer Heckert, der Flugzeugmotorenbauer Thielert sowie der Feuerwehrfahrzeughersteller Ziegler.
Er starb im November 2023 im Alter von 78 Jahren. An seinem 79. Geburtstag, dem 6. April 2024, wurde er in Cas Català auf Mallorca beigesetzt.

## Funktionen
1976 gründete Kübler die RWS-Verlag Kommunikationsforum GmbH. 1980 war er Gründer, Mitherausgeber und Chefredakteur der Zeitschrift für Wirtschaftsrecht (ZIP), einer Publikation zum Wirtschafts- und Insolvenzrecht. Seit 1990 war Kübler Herausgeber der ZIP. 1997 gründete Kübler die Zeitschrift für Immobilienrecht (ZflR) und war seitdem auch bei dieser Zeitschrift geschäftsführender Herausgeber. 2020 gründete Kübler die Zeitschrift für Restrukturierung und Insolvenz (ZRI) und war seitdem bei dieser Zeitschrift Geschäftsführender Herausgeber.
1986 war Kübler Mitgründer und bis 1998 Sprecher des Gravenbrucher Kreises, einer Vereinigung führender deutscher Insolvenzverwalter. Von 1992 bis 1994 war er Präsident des europäischen Insolvenzverwalterverbands AEPPC, den er 1981 mitgegründet hatte und der heute als INSOL Europe firmiert.
Kübler war u. a. Mitglied des Verbands Insolvenzverwalter Deutschlands e. V. (VID), der Deutsch-Amerikanischen Juristen-Vereinigung (DAJV), des Deutschen Juristentages (DJT), der Dresdner Juristischen Gesellschaft, der International Bar Association (IBA), sowie der Union Internationale des Avocats (UIA).

## Auszeichnungen
1998: Verdienstorden der Bundesrepublik Deutschland (Bundesverdienstkreuz am Bande)

## Publikationen (Auswahl)
- Grenzen der Beeinflussung des Gewinnausweises nach den Bewertungsvorschriften des AktG 1965. Köln 1969.
- Mitgründer und Mitherausgeber der Zeitschrift für Wirtschaftsrecht – ZIP (ab 1980, seit 1989 geschäftsführender Herausgeber).
- Mitgründer und Mitherausgeber der Entscheidungen zum Wirtschaftsrecht – EWiR (ab 1985, seit 1988 geschäftsführender Herausgeber).
- Schriftenreihe "Beiträge zum Insolvenzrecht" (1986 ff.; Mitherausgeber zusammen mit Moritz Brinkmann, Hanns Prütting und Christoph Thole).
- Kübler/Prütting/Bork, InsO, Kommentar zur Insolvenzordnung (seit 1998 Mitherausgeber mit Reinhard Bork und Hanns Prütting und Mitautor).
- HRI – Handbuch Restrukturierung in der Insolvenz (seit 2012 Herausgeber und Mitautor).
- Zahlreiche Zeitschriften- und Festschriftenbeiträge seit 1970.